# 杰茜卡·阿博特
杰茜卡·阿博特（英語：Jessica Abbott，1985年7月22日—），澳大利亚女子游泳运动员。她曾代表澳大利亚参加2002年英联邦运动会游泳比赛，获得女子400米个人混合泳铜牌。